# Кибл, Джон
Джон Кибл (англ. John Keble; 25 апреля 1792 — 29 марта 1866) — английский религиозный деятель, поэт.
Кибл был одним из лидеров Оксфордского движения, начало которому положила его проповедь «Национальное отступничество», произнесенная 14 июля 1833 года в университетской церкви Св. Девы Марии в Оксфорде.
Кибл являлся одним из главных представителей высокоцерковной партии (High Church) и деятельным сотрудником очень распространенных в своё время «Tracts for the Times» (Оксфорд, 1834—1836), изданием которых занимался Джон Генри Ньюмен. 
Главный труд Кибла — сборник религиозных стихов «The Christian Year» (Оксфорд, 1827); до 1854 выдержал 44 издания. Другие его работы: «The Psalter» (Лонд., 1839), «Lyra Apostolica» (Л., 1836—1838), «Praelectiones Academicae» (Л., 1840), «Lyra Innocentium» (Л., 1846), «Life of Thomas Wilson» (Лонд., 1850) и др.
Кибл умер в Борнмуте 29 марта 1866 года в отеле «Эрмитаж», посетив этот район, чтобы попытаться выздороветь от продолжительной болезни, так как он полагал, что морской воздух обладает лечебными свойствами. Он похоронен на кладбище Всех Святых, Херсли. 